# 猛可真
猛可真（?—?），16世纪后期漠南蒙古女首领，她是朵颜卫都督革兰台弟弟脱力的女儿，喀喇沁部领主青把都的姨母。
猛可真开始嫁给了俺答汗的弟弟昆都力哈。她后来被遗弃，和青把都的部属小阿卜户住在马兰峪塞外，每年受到明朝赏赐。万历前期活跃于塞北。万历十一年（1583年），和小阿卜户率军袭击明朝黑谷关（今北京市密云区西北长城），被革除赏赐。万历十二年（1584年）和小阿卜户率军拥兵到塞下要求再给赏赐。万历十四年（1586年）归还所虏人口，以求恢复岁赐。万历十五年（1587年）再次攻打明朝，杀死明军五十余人。万历十六年（1588年），攻打明朝古北口，部众二十余人被俘。明朝副总兵张臣召至马兰峪演武场，双方交换人口，结束了冲突。